# Michaił Ryżow (polityk)
Michaił Iwanowicz Ryżow (ros. Михаил Иванович Рыжов, ur. 1889 we wsi Nowo-Spasskoje k. Borisoglebska w guberni tambowskiej, zm. 19 stycznia 1939) – radziecki polityk i wojskowy, major bezpieczeństwa państwowego, ludowy komisarz przemysłu leśnego ZSRR (1937–1938), zastępca ludowego komisarza spraw wewnętrznych ZSRR (1937).

## Życiorys
Po wcieleniu 1911 do rosyjskiej armii był pisarzem komendanta wojskowego w Borisoglebsku i Morszansku. W latach 1917–1918 wojskowy komendant Morszanska, od 1918 członek RKP(b), 1918–1919 szef wydziału mobilizacyjnego powiatowego komisariatu wojskowego w Morszansku, od 1919 wojskowy komisarz powiatowy w Morszansku, równocześnie 1919–1920 przewodniczący komitetu wojskowego w tym mieście. W 1920 zastępca wojskowego komisarza guberni tambowskiej, 1920–1925 powiatowy komisarz wojskowy w Briańsku, dowódca garnizonu w Briańsku, jednocześnie 1922–1923 zastępca przewodniczącego gubernialnego komitetu wykonawczego w Briańsku. W latach 1925–1926 szef Zarządu 37 Dywizji Piechoty w Briańsku, 1926–1929 starszy instruktor Wydziału Politycznego Armii Czerwonej, ukończył kursy doskonalenia wyższego dowództwa przy Wojskowej Akademii Armii Czerwonej im. Frunzego w Moskwie, 1931–1937 przewodniczący rady rejonowej w Moskwie. W lipcu – sierpniu 1937 szef Zarządu Administracyjno-Gospodarczego NKWD ZSRR, od sierpnia do grudnia 1937 zastępca ludowego komisarza spraw wewnętrznych ZSRR. Od 29 grudnia 1937 do 29 października 1938 ludowy komisarz przemysłu leśnego ZSRR. Deputowany do Rady Najwyższej ZSRR 1 kadencji. Starszy major bezpieczeństwa państwa (29 września 1937). Odznaczony Orderem Czerwonej Gwiazdy. 29 grudnia 1938 aresztowany, zmarł w czasie śledztwa w wyniku tortur. 21 lutego 1955 pośmiertnie zrehabilitowany.